# Fire Emblem Fates
Fire Emblem Fates, i Japan känt som Fire Emblem if (ファイアーエムブレム if Faiā Emuburemu Ifu?, "Eldemblem om"), är ett turordningsbaserat strategi-rollspel som utvecklades av Intelligent Systems till Nintendo 3DS. Det gavs ut av Nintendo den 25 juni 2015 i Japan, 19 februari 2016 i Nordamerika, 20 maj 2016 i Europa och i Australien den 21 maj 2016. Spelet är den fjortonde delen i spelserien Fire Emblem.

## Utgivning
I Japan finns spelet tillgängligt i två versioner: Byakuya Ōkoku (白夜王国?  "vit natt-kungadöme") och Anya Ōkoku (暗夜王国?  "mörk natt-kungadöme"), med två olika berättelser. Spelare som köper den ena versionen kan sedan köpa den andra som nedladdningsbart innehåll; en tredje berättelse finns även tillgänglig som nedladdningsbart innehåll till båda versionerna. En limited edition som innehåller alla tre berättelserna planeras också.